# 槭叶兔儿风
槭叶兔儿风（学名：Ainsliaea acerifolia）是菊科兔儿风属的植物。分布于日本、朝鲜以及中国大陆的辽宁、吉林等地，多生长在林缘或林下，目前尚未由人工引种栽培。